# Шильда (Росія)
Ши́льда (рос. Шильда) — селище у складі Адамовського району Оренбурзької області, Росія.

## Населення
Населення — 2184 особи (2010; 2627 у 2002).
Національний склад (станом на 2002 рік):
- росіяни — 65 %